# Джейкобс, Дэвид
Дэ́вид Дже́йкобс (англ. David Jacobs; 12 августа 1939, Балтимор — 20 августа 2023) — американский телевизионный сценарист и продюсер. Наиболее известен как создатель теледрам Даллас (1978—1991) и Тихая пристань (1979—1993).
Родился в небогатой еврейской семье. Окончил Мэрилендский институт-колледж искусств, после чего перебрался в Нью-Йорк, где зарабатывал журналистикой, написал несколько книг для детей. Лишь в 1970-е гг., по семейным обстоятельствам переместившись в Лос-Анджелес, он попробовал себя как сценарист, неожиданно добившись значительных успехов.

## Фильмография
- Тихая пристань Reunion: Together Again (соисполнительный продюсер)
- Четыре угла (продюсер)
- Тихая гавань: Назад в Кул-де-Сак (executive producer)
- Тихая пристань Block Party (исполнительный продюсер)
- Мёртвые свидетели (исполнительный продюсер)
- Paradise (исполнительный продючер)
- Берренджеры (продюсер)
- Lace